# Ucayali (tỉnh)
Tỉnh Atalaya (tiếng Tây Ban Nha: Provincia de Atalaya) là một tỉnh thuộc vùng Ucayali của Peru. Tỉnh Atalaya có diện tích 38924 km², dân số thời điểm theo điều tra dân số ngày 11 tháng 7 năm 1993 là 28290 người. Tỉnh lỵ đóng ở Atalaya.